# Swertia lawii
Swertia lawii är en gentianaväxtart som beskrevs av Isaac Henry Burkill. Swertia lawii ingår i släktet Swertia och familjen gentianaväxter. Inga underarter finns listade i Catalogue of Life.